# 洞熊
洞熊（學名Ursus spelaeus）是一種於更新世生存在歐洲與亞洲的熊，於120萬年和其他的熊類分支，在約二萬年前的冰河時期滅絕。洞熊高達10英呎，重達1600磅以上，比現今的棕熊還要大上許多，但並不像今天的熊一樣具有爬樹的能力。洞熊的化石大多發現於洞穴中，顯示牠們比起現存的棕熊（棕熊僅有在冬眠會尋找洞穴）可能花費更多時間在洞穴中生存，也是其名稱的由來。
很多在歐洲發現有洞熊的洞穴都正在展覽，例如德國黑默及伊瑟隆。在羅馬尼亞的一個洞穴中，於1983年就發現了140頭洞熊。

## 描述

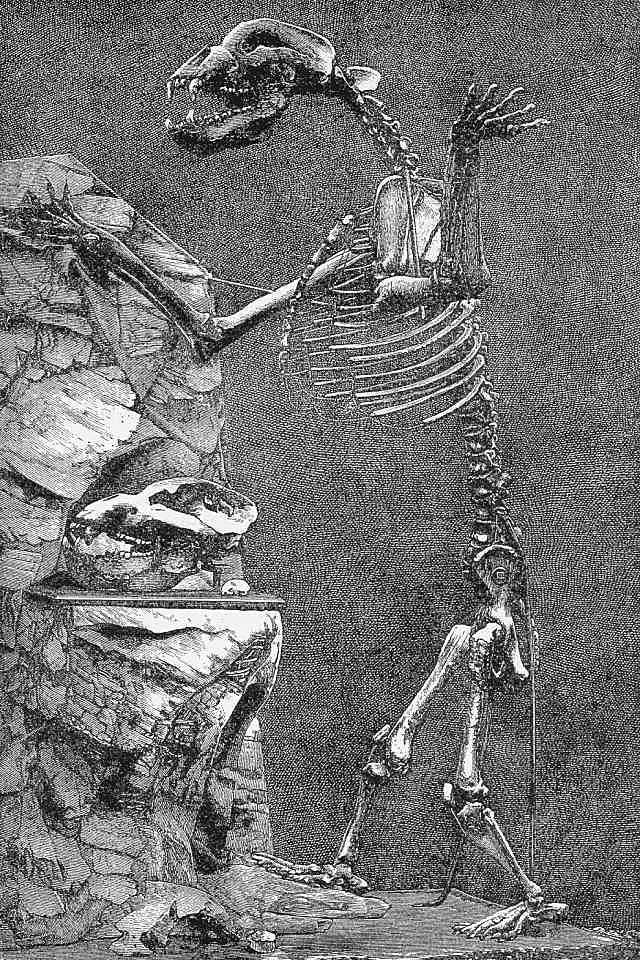
洞熊的骨骼

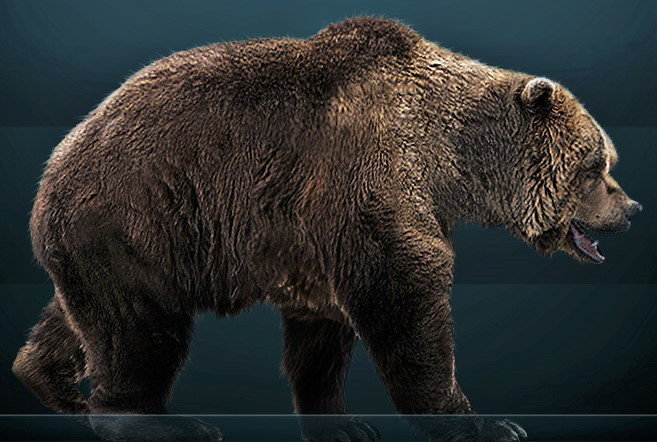
洞熊復原圖

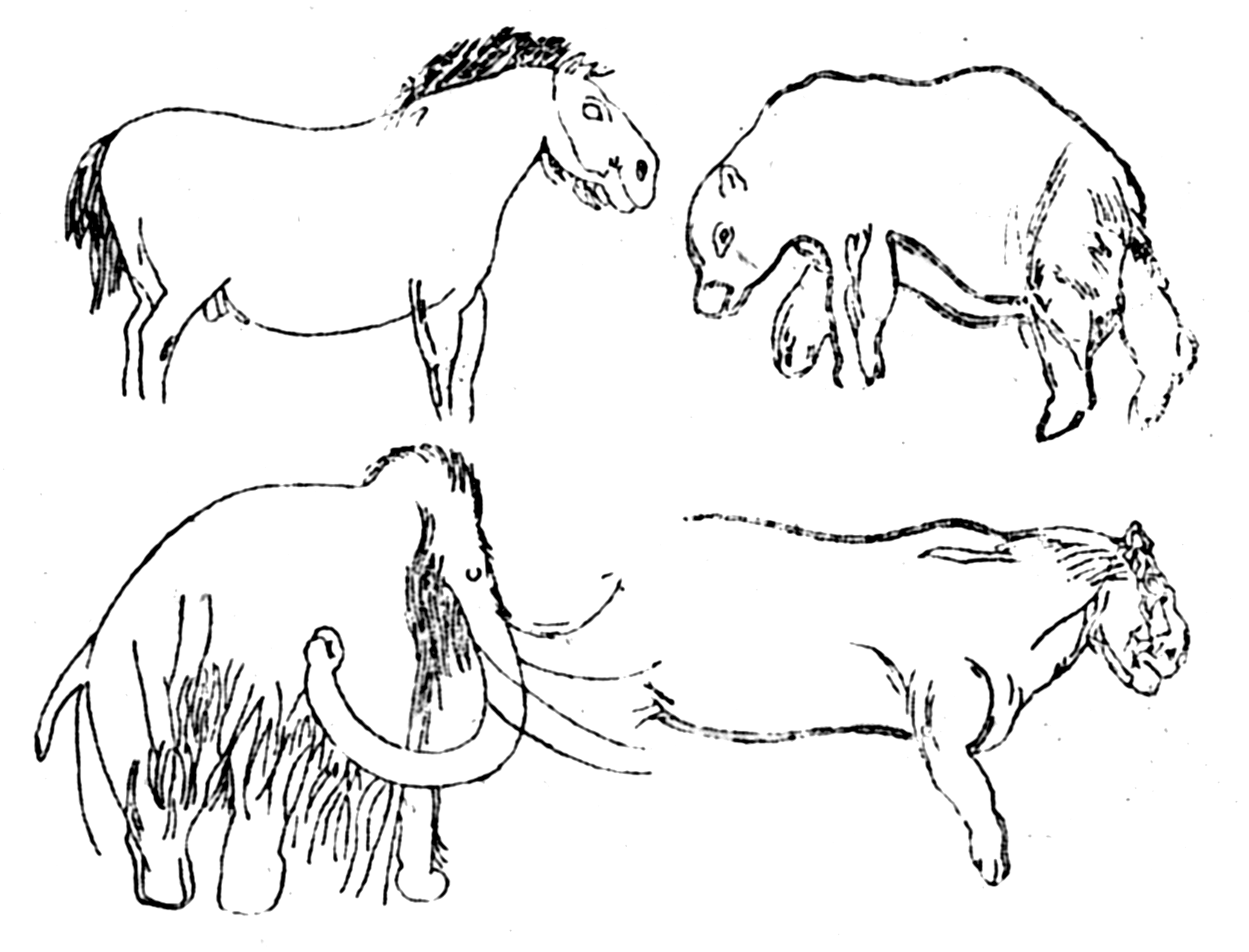
孔巴萊勒岩洞壁畫上所描繪的洞熊（上右）與其他動物

洞熊除了比棕熊大約30%外，牠的前額亦較為斜，其餘骨架結構與棕熊類似。雄雌洞熊的體型差異非常大，雄性的體重大約為 350至600（770至1,320磅），某些樣本甚至估計其個體體重可達 1,000（2,200磅）。而雌性相較之下平均體重僅有 225至250（495至550磅）。博物館所展示的洞熊骨架標本約有 90% 為雄性，因為早期多半將雌性誤認為體型較小的其他物種。洞熊在冰期時體型較大，間冰期時體型較小，可能是為了調整熱量的散失。
末次冰期的洞熊缺乏前臼齒（其他熊具有2至3顆），但最後一顆臼齒大幅延長，並具有許多互補的尖點。雄性洞熊的肱骨與雌性洞熊的股骨長度類似現存的北極熊。而雄性洞熊的股骨的長度則近似於科迪亞克棕熊。

### 食性
洞熊是雜食性的，主要吃草及漿果，有時吃蜜糖。夏天時，牠們更只以植物為食。故此牠們並不像體重相近的短面熊般是肉食性的。由洞熊骨頭內穩定同位素的分析，顯示其氮15與碳13的濃度很低，這意味著洞熊以植物作為主食。在肉食性動物中，這些同位素的濃度會明顯較植食性動物高（例如巨型短面熊的骨頭中就含有高濃度的氮15）。

## 棲息與分布
洞熊的分布橫跨整個歐洲，包括西班牙、大不列顛島、義大利、一部分的德國、波蘭、巴爾幹半島、羅馬尼亞、一部分的俄羅斯、高加索及北伊朗；但不包括當時被冰河所覆蓋的蘇格蘭、斯堪地那維亞及波羅的海國家地區。大多數的洞熊遺骸發現於奧地利、瑞士、北義大利、北西班牙、南法國與羅馬尼亞，靠近庇里牛斯山、阿爾卑斯山、喀爾巴阡山脈地區。遍布幾乎整個歐洲（除了北歐之外）的洞熊遺骸使得科學家認為歐洲曾經生存著十分大量的洞熊。然而，也有科學家指出，這上千具的遺骸是在超過 100,000 年的時間之間所累積起來的，一年僅需要兩頭洞熊死亡就能有如此驚人的數量。
洞熊棲息於淺山，尤其是充滿石灰岩洞的地區。牠們偏好森林而不是開闊平原。

## 滅絕
在沃姆冰期末的氣候改變，同時大大改變了植物群。但是這段時期比第一次冰河時期完結要早得多，洞熊的滅絕可能是由人類造成的。洞熊在舊石器時代初期被嚴重獵殺，但這都不能令牠們瀕危。因在末次冰期森林的減少，洞熊同到很大影響。寒冷的草原不能提供足夠的食物予牠們，最終令牠們消失。

## 與人類關係

穿孔熊牙

在一些寺廟及祭壇上發現有像洞熊的雕刻，故有懷疑一些史前歐洲人會崇拜洞熊。珍·奧爾（Jean M. Auel）的小說《愛拉與穴熊族》就描述了這種崇拜。
於2005年，美國加利福尼亞州的科學家就成功發現及解讀一頭生存於42000-44000年前洞熊的DNA。他們使用為人類基因組計劃開發的電腦技術，從洞熊的牙齒中抽取其基因組。科學家直接排列洞熊的DNA序列，已經能重整21個洞熊的基因。
另外同现代棕熊的DNA比较中发现，现代棕熊携带洞熊的DNA，说明两者共存的时候有杂交现象。

## 外部連結
- 羅馬尼亞的洞熊洞穴 （页面存档备份，存于）